# Рансес Бартелемі
Рансес Бартелемі Варела (ісп. Rances Bartelemí Varela; нар. 25 червня 1986, Гавана, Куба) — кубинський професійний боксер, чемпіон світу за версією IBF в другій напівлегкій вазі (2014—2015) і легкій вазі (2015—2016).
Рансес — молодший брат Яна Бартелемі, теж боксера-професіонала, олімпійського чемпіона 2004.

## Переїзд до США
Рансес Бартелемі провів у любительському боксі більше 200 боїв, але 2008 року вирішив покинути Кубу через можливі наслідки для його спортивної кар'єри втечі його брата Яна Бартелемі під час підготовки збірної Куби з боксу до Панамериканських ігор 2007.

## Професіональна кар'єра
Перший бій на профірингу в США Рансес Бартелемі провів 8 серпня 2009 року.
29 липня 2011 року завоював вакантний титул чемпіона Universal Boxing Organization (UBO) в легкій вазі.
4 січня 2013 року здобув непросту перемогу за очками над до того непереможним Арашом Усмані (20-0) з Канади.
3 січня 2014 року Бартелемі нокаутував в другому раунді чемпіона IBF в другій напівлегкій вазі домініканця Аргеніса Мендеса і став новим чемпіоном світу, але оскільки завершальний удар провів вже після удару гонгу на перерву, результат бою був скасований, а бій був оголошеним таким, що не відбувся.
10 липня 2014 року з другої спроби Бартелемі все-таки відібрав титул чемпіона, здобувши перемогу над Мендесом одностайним рішенням. У лютому 2015 року Бартелемі звільнив титул, вирішивши перейти в легку вагу.
21 червня 2015 року здолав екс-чемпіона світу в легкій вазі мексиканця Антоніо ДеМарко.
18 грудня 2015 року в бою за вакантний титул чемпіона світу за версією IBF в легкій вазі Бартелемі переміг росіянина Дениса Шафікова.
3 червня 2016 року провів успішний захист проти американця Міккі Бея, після чого перейшов в наступну вагову категорію.
20 травня 2017 року Бартелемі в першому поєдинку в першій напівсередній вазі переміг білоруса Кирила Реліха. 10 березня 2018 року суперники зустрілися знов в бою за вакантний титул чемпіона світу за версією WBA. Фаворитом протистояння був кубинець, але білоруський боксер показав неймовірну зарядженість на бій і переміг одностайним рішенням суддів.
27 квітня 2019 року в бою за вакантні титули звичайного чемпіона WBA і чемпіона IBO в легкій вазі Рансес Бартелемі зустрівся з екс-чемпіоном світу Робертом Істером. Поєдинок завершився нічиєю — суперники не змогли визначити обов'язкового претендента для чемпіона WBA Super Василя Ломаченка.
6 листопада 2021 року зазнав другої поразки нокаутом в бою проти непереможного Гарі Антуан Расселла (США), а 27 квітня 2024 поступився одностайним рішенням ексчемпіону світу Хосе Раміресу (США).